# Korsigianus christopheri
Korsigianus christopheri är en insektsart som beskrevs av Nielson 1989. Korsigianus christopheri ingår i släktet Korsigianus och familjen dvärgstritar. Inga underarter finns listade i Catalogue of Life.